# 2024年能登半島地震

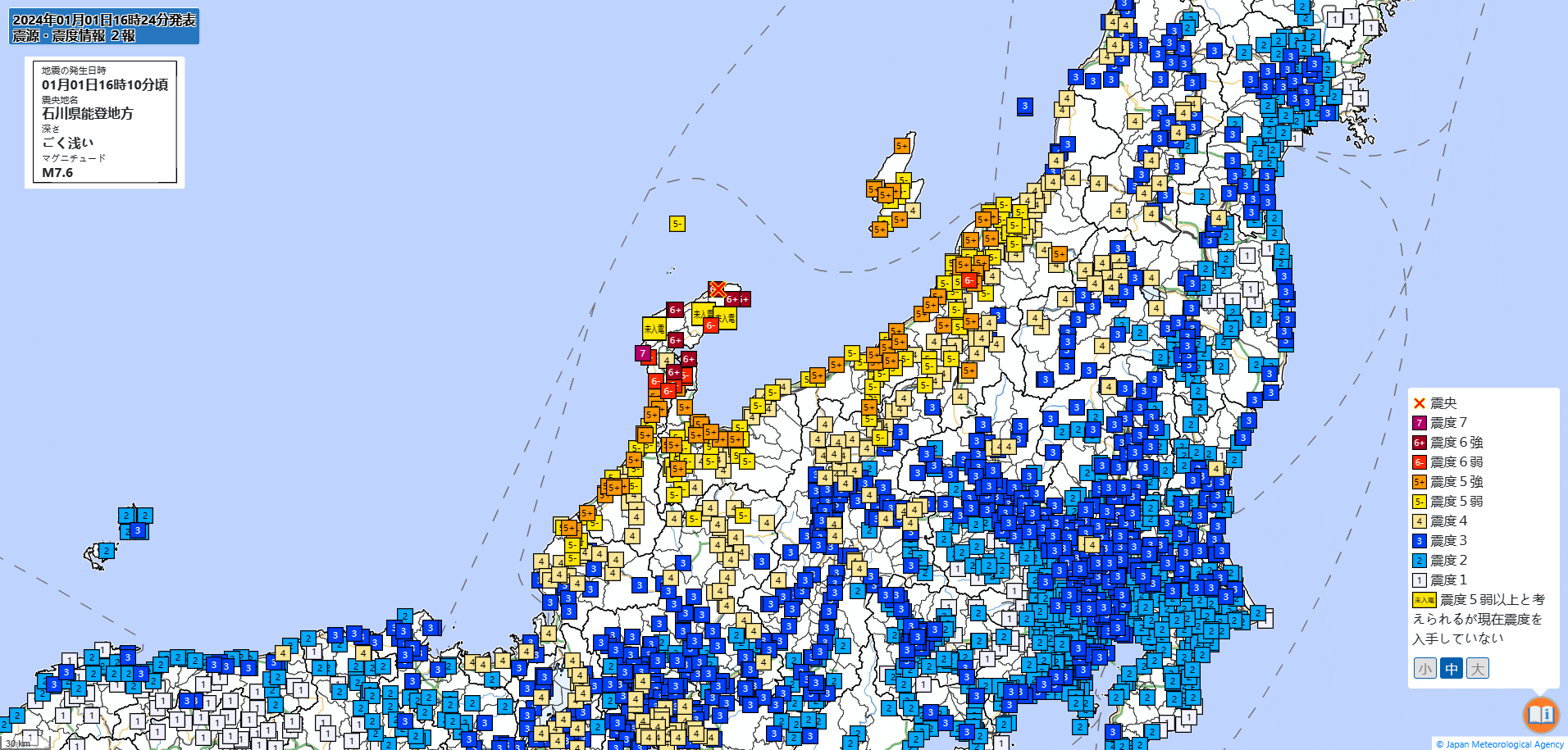
2024年能登半岛地震的观测点烈度图（日本气象厅绘制）

2024年能登半島地震，日本气象厅命名为令和6年能登半島地震（日语：／ Reiwa-roku-nen Noto-hantou Jishin */?），又名元旦石川縣強震，是指2024年1月1日下午4時10分許发生于日本石川县能登半岛的地震，其震级为Mj 7.6，最大震度达到了日本气象厅地震烈度表中的最高等級震度7和麦加利式烈度表中的X~XI度。

## 地震概况
根據美國地質調查局的報告，這次地震的規模達到了7.5級，震源深度為10公里（約6.2英里）。主震的震源機制顯示這是一次沿著東北走向、向西北或東南傾斜的淺層逆斷層活動。根據日本氣象廳報告，本次地震最大震度7在志賀町及輪島市測得，是氣象廳震度等級最强烈等级，為繼1995年阪神淡路大震災、2004年新潟縣中越地震、2011年東日本大震災、2016年熊本地震（前震、主震）、2018年北海道膽振東部地震后，日本氣象廳震度分級實施以來第7次觀測震度7及第2次觀測兩個地點震度7強烈搖晃。主震發生後九分鐘，還發生了一次6.2级的餘震。

## 构造背景
能登半岛位于日本海的东南边缘。日本海的形成可能由日本海沟的弧后盆地张裂作用形成。而日本海沟是由太平洋板块以72到92毫米每年的速度俯冲到鄂霍次克板块形成的板块边缘隐没带产生的。這個過程開始於早期中新世，結束於中期中新世。 到晚期上新世，構造狀態轉變為擠壓，可能與伊豆-小笠原島弧和本州之間的碰撞有關。這導致了裂谷斷層的反向激活，以及這些斷層形成的盆地的反轉。 目前，日本位於太平洋板塊、菲律賓海板塊、鄂霍次克板塊和阿穆爾板塊的聚合性板塊邊緣。 沿著島弧的東岸和東南海岸，太平洋板塊和菲律賓海板塊的俯衝分別發生在日本海溝和南海海槽。 本州西海岸瀕臨日本海，是阿穆爾板塊和鄂霍次克板塊之間的南北走向的匯聚邊界。 有人認為它是一個早期俯衝帶，由向東傾斜的逆斷層組成。
在这种作用下，日本的日本海沿岸出现了一系列断层，并可能引发许多重大地震。例如，1833年莊內衝地震、1940年積丹地震、于1964年发生的M7.5的新潟地震，与1983年发生的M7.7日本海中部地震、1993年北海道西南近海地震。在这些60个被评估断层中，其中就包括了沿西南西-东北东走向的F43断层，被认为有可能引发矩震级规模约为7.6的地震。
过去三年，能登半岛东北端一直在发生群震（能登群震），在此之前最大的一次地震是2023年5月发生的Mw6.3地震。这次地震是自1885年有记录以来能登半岛最强烈的一次地震。

## 震灾观测

### 緊急地震速報
氣象廳於16時10分10.0秒检测到地震波并發布多次緊急地震速報：
- 【第1报】 16時10分16.0秒 警報範圍

石川
- 【第20报】 16時10分43.1秒 警報範圍

石川、富山、新潟、長野、岐阜、群馬
- 【第30报】 16時11分07.1秒 警報範圍

北陸、新潟、甲信、東北、關東、東海、近畿地方

### 主震各地震度
*1氣象廳25日表示，主震發生後縣內3處地震儀斷電未收到震度資料，25日取得資料後判斷輪島市門前町走出地震儀觀測到震度6.5（即震度7），因此震度7地點增加輪島市。
下表列出了日本氣象廳震度等級達到5弱或以上的地區：
| 震度 | 都道府縣 | 觀測地點 |
| ---- | -------- | --- |
| 7    | 石川縣   | 志賀町香能・輪島市門前町走出*1 |
| 6強  | 石川縣   | 七尾市垣吉町・能登島向田町、輪島市鳳至町・河井町、珠洲市三崎町・正院町・大谷町、穴水町大町 |
| 6弱  | 新潟縣   | 長岡市中之島 |
| 6弱  | 石川縣   | 七尾市本府中町・袖江町、志賀町富来領家町・末吉千古、中能登町末坂・能登部下、能登町宇出津 |
| 5強  | 新潟縣   | 新潟市中央區美咲町・南區白根・西區寺尾東・西蒲區公所、長岡市小国町法坂・山古志竹沢・寺泊敦曽根、三条市西裏館・新堀、柏崎市西山町池浦・日石町、見附市昭和町、燕市分水櫻町、糸魚川市一之宮・能生、妙高市田口、上越市大手町・木田・柿崎區柿崎・頸城區百間町・吉川區原之町・三和區井之口、佐渡市相川三町目・岩谷口・千種・河原田本町・赤泊・小木町、南魚沼市六日町、阿賀町鹿瀬中學、刈羽村割町新田 |
| 5強  | 富山縣   | 富山市新櫻町、高岡市伏木、氷見市加納、小矢部市泉町・水牧、南砺市蛇喰、射水市久湊・小島・本町・橋下條・二口・加茂中部、舟橋村佛生寺 |
| 5強  | 石川縣   | 金沢市西念、小松市小馬出町・向本折町、加賀市大聖寺南町、羽咋市柳田町・旭町、河北市浜北・宇野気、能美市中町・來丸町・寺井町、寶達志水町水町子浦・今浜、中能登町井田 |
| 5強  | 福井縣   | 蘆原市市姫・國影 |
| 5弱  | 新潟縣   | 新潟市北區東榮町、新潟機場、新潟市中央區關屋、新潟市江南區泉町、秋葉區程島・新津東町、新潟市西蒲區巻甲、長岡市浦・上岩井・小島谷・金町・寺泊烏帽子平・與板町與板、小千谷市城内・旭町、加茂市幸町、十日町市千歳町・松代・松之山、燕市秋葉町・吉田西太田、糸魚川市大野・青海、妙高市田町・關山、五泉市太田、上越市中俣・安塚區安塚・牧區柳島・大潟區土底浜・中郷區藤沢・板倉區針・名立區名立大町、阿賀野市岡山町・姥橋、佐渡市畑野・羽茂本郷・真野新町・相川榮町・両津支所・新穂瓜生屋、出雲崎町米田・川西 |
| 5弱  | 富山縣   | 富山市石坂・八尾町福島・婦中町笹倉、高岡市廣小路・福岡町、滑川市寺家町、黒部市植木、砺波市榮町・庄川町、南砺市天池・荒木・城端・下梨・上平細島・井波・苗島、上市町稗田、立山町吉峰・芦峅寺、朝日町道下 |
| 5弱  | 石川縣   | 金沢市彌生、輪島市舳倉島、加賀市直下町・山中温泉本町、河北市高松、白山市美川浜町・鶴來本町、津幡町加賀爪、内灘町大學 |
| 5弱  | 福井縣   | 福井市豊島、坂井市三國町中央・丸岡町西里丸岡・坂井町下新庄・春江町隨應寺 |
| 5弱  | 長野縣   | 長野市豊野町豊野、信濃町柏原東裏、榮村北信 |
| 5弱  | 岐阜縣   | 高山市上寶町本郷、飛騨市河合町元田 |

### 長周期地震動[19]
長周期地震動是一種會導致高樓層發生共振，使得搖晃更久與更劇烈，造成室內家具翻倒、物品掉落或移動，或是電梯故障等。長周期地震動具有遠距離傳播的特性，所以就算距離震央幾百公里遠，也可以造成很嚴重的搖晃。下表列出階級2以上地區：
| 階級  | 都道府縣 | 觀測地點 |
| ----- | -------- | --- |
| 階級4 | 石川縣   | 七尾市本府中町、志賀町富來領家町                                                                             |
| 階級3 | 新潟縣   | 上越市大手町、小千谷市城内、南魚沼市六日町、新潟機場、新潟市中央區美咲町、新潟市秋葉區程島、新潟市西蒲區役所 |
| 階級3 | 富山縣   | 魚津市釈迦堂、朝日町道下、高岡市伏木、小矢部市泉町                                                           |
| 階級3 | 石川縣   | 羽咋市柳田町、金沢市西念、津幡町加賀爪                                                                       |
| 階級3 | 長野縣   | 諏訪市湖岸通り                                                                                               |
| 階級2 | 秋田縣   | 能代市緑町                                                                                                   |
| 階級2 | 山形縣   | 酒田市亀ケ崎、遊佐町遊佐・小原田、河北町吉田、米沢市站前                                                     |
| 階級2 | 茨城縣   | 坂東市岩井、筑西市舟生                                                                                       |
| 階級2 | 埼玉縣   | 熊谷市櫻町、久喜市下早見、琦玉市市浦和區高砂                                                                 |
| 階級2 | 千葉縣   | 多古町多古、一宮町一宮、千葉市中央區中央港、千葉市美浜區日比野、成田國際機場、柏市旭町、浦安市日之出         |
| 階級2 | 東京都   | 千代田區大手町、港區海岸、新宿區西新宿、墨田區横川、江東區青海、東京國際機場、杉並區阿佐谷、江戸川區中央     |
| 階級2 | 神奈川縣 | 横浜市鶴見區大黒ふ頭、川崎市中原區小杉陣屋町                                                                 |
| 階級2 | 新潟縣   | 上越市中ノ俣、長岡市幸町、出雲崎町米田、五泉市村松乙、胎内市新和町、佐渡市相川金山・相川三町目               |
| 階級2 | 富山縣   | 富山市石坂・八尾町福島、立山町吉峰、南砺市天池                                                               |
| 階級2 | 石川縣   | 輪島市舳倉島・鳳至町、能登町宇出津、小松市小馬出町、加賀市直下町                                             |
| 階級2 | 福井縣   | 福井市豊島                                                                                                   |
| 階級2 | 長野縣   | 長野市箱清水、軽井沢町追分、安曇野市穂高支所                                                                 |
| 階級2 | 愛知縣   | 名古屋市千種区日和町、愛西市稲葉町                                                                           |
| 階級2 | 三重縣   | 四日市市日永、鈴鹿市西条                                                                                     |
| 階級2 | 大阪府   | 關西國際機場                                                                                                 |
| 階級2 | 兵庫縣   | 西宮市宮前町                                                                                                 |
| 階級2 | 和歌山縣 | 紀之川市粉河                                                                                                 |

### 地震序列
主震發生後餘震仍持續中，以下列出震度5弱以上的余震及主、前震：
| 日期 | 時間 （GMT+9） | 震央           | 規模 | 深度 | 最大 烈度 | 最大震度觀測地                         | 序列             |
| --- | -------------- | -------------- | ---- | ---- | --------- | -------------------------------------- | ---------------- |
| 2024年11月26日 | 22時45分左右   | 石川縣西方近海 | 6.6  | 7km  | 5-        | 志賀町、輪島市 (羽咋市推定震度5弱以上) | 規模最大的餘震※3 |
| 2024年1月16日 | 18時42分左右   | 石川縣能登地方 | 4.8  | 3km  | 5-        | 志賀町                                 | 餘震             |
| 2024年1月9日 | 17時59分左右   | 佐渡附近       | 6.1  | 27km | 5-        | 長岡市                                 | 餘震             |
| 2024年1月6日 | 23時20分左右   | 能登半島近海   | 4.3  | 5km  | 6-        | 志賀町                                 | 震度最大的餘震※1 |
| 2024年1月6日 | 05時26分左右   | 石川縣能登地區 | 5.4  | 12km | 5+        | 穴水町                                 | 餘震             |
| 2024年1月3日 | 10時54分左右   | 石川縣能登地區 | 5.6  | 13km | 5+        | 輪島市                                 | 餘震             |
| 2024年1月3日 | 02時21分左右   | 石川縣能登地區 | 4.9  | 12km | 5+        | 珠洲市                                 | 餘震             |
| 2024年1月2日 | 17時13分左右   | 能登半島近海   | 4.6  | 6km  | 5+        | 志賀町                                 | 餘震             |
| 2024年1月2日 | 10時17分左右   | 石川县能登地區 | 5.6  | 10km | 5-        | 穴水町                                 | 餘震             |
| 2024年1月1日 | 20時35分左右   | 石川县能登地區 | 4.6  | 2km  | 5-        | 志賀町                                 | 餘震             |
| 2024年1月1日 | 18時39分左右   | 能登半島近海   | 4.8  | 6km  | 5-        | 志賀町                                 | 餘震             |
| 2024年1月1日 | 18時08分左右   | 能登半島近海   | 5.8  | 14km | 5-        | 珠洲市                                 | 餘震             |
| 2024年1月1日 | 18時03分左右   | 能登半島近海   | 5.5  | 14km | 5-        | 珠洲市                                 | 餘震             |
| 2024年1月1日 | 17時22分左右   | 能登半島近海   | 4.9  | 12km | 5-        | 珠洲市                                 | 餘震             |
| 2024年1月1日 | 16時56分左右   | 石川县能登地區 | 5.8  | 14km | 5+        | 穴水町                                 | 餘震             |
| 2024年1月1日 | 16時18分左右   | 石川县能登地區 | 6.1  | 11km | 5+        | 七尾市、穴水町                         |                  |
| 2024年1月1日 | 16時10分09.6秒 | 石川县能登地區 | 7.6  | 16km | 7         | 志賀町、輪島市※2                       | 主震             |
| 2024年1月1日 | 16時06分左右   | 石川县能登地區 | 5.5  | 12km | 5+        | 珠洲市                                 | 前震             |
| 資料来源：NHK地震情報（震央・震度相關情報） （页面存档备份，存于）'※1 氣象廳7日上午派員前往檢查地震儀是否有傾斜、裂縫，檢查結果並無發現異常。氣象廳表示將繼續調查震度差異大的原因。' ※2 氣象廳25日表示，主震發生後縣內3處地震儀斷電未收到震度資料，25日取得資料後判斷輪島市門前町走出地震儀觀測到震度6.5（即震度7)，因此宣布震度7地點增加輪島市。 ※3東京大學地震研究所佐竹健治名譽教授說：[這次地震可以被認為是 1 月份能登半島地震的餘震，但震央不同] |                |                |      |      |           |                                        |                  |

1日23時03分氣象廳發佈震央石川縣能登地方最大震度7的震度速報，幾分鐘後将其取消，這起地震實際僅觀測到最大震度3。
這起誤報造成NHK於23時06分啟動全頻道同步放送，包含NHK教育、NHKBSP4K、NHKBS8K、NHK廣播第1頻率、NHK廣播第2頻率、NHKFM全部強制中斷節目改插播臨時新聞。
隨後氣象廳於2日0時举行記者會說明，「昨晚23：05觀測最大震度7的震度速報，但實際觀測到最大震度3，大約10分鐘後我們將其修正為正確的震度，我們正在查明原因，對此造成不便我們深感抱歉。」並表示「先前呼籲民眾注意未來震度7地震沒有改變。」
地震發生一周後8日下午2時氣象廳召開記者會，地震火山・技術調査課束田進也課長在記者會中表示「地震發生數在反覆增減但同時也在逐漸減少，但要再發生1日規模7.6程度的地震可能性比當初低，但地震仍然處在活躍狀態。」並表示「今後1個月左右仍請注意最大震度5強以上的地震。」

### 海嘯

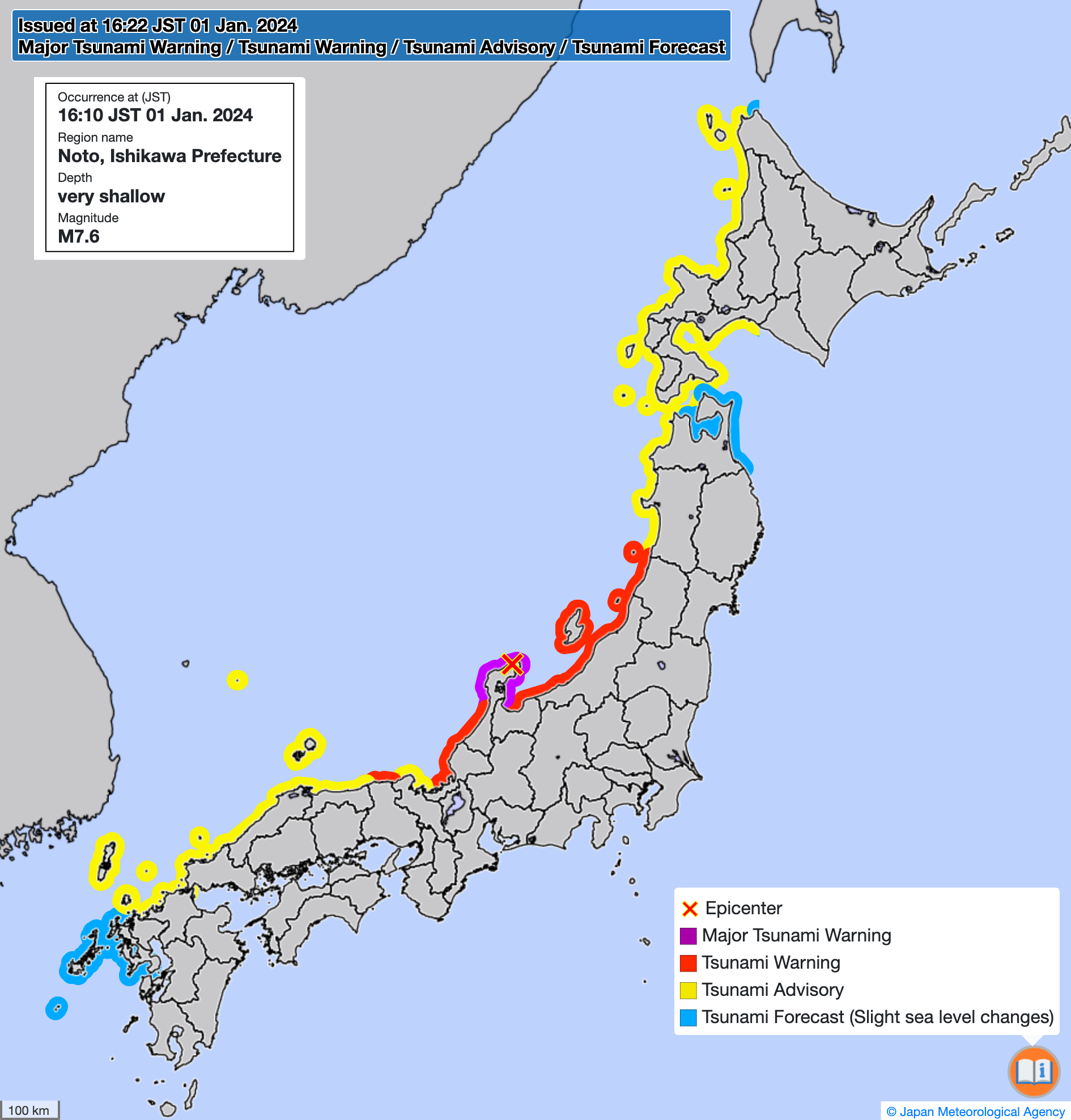
日本气象厅于16时22分发布的海啸警报地图，其中能登地方为大海啸警报

地震發生後氣象廳於16:18發布海嘯警報後續幾分鐘後氣象廳再針對石川縣能登地區發布大海嘯警報，這是自2011年東日本大地震以來首次的大海嘯警報。1公尺20公分的海嘯襲擊了石川縣輪島市。富山縣遭受80公分（31吋）的海嘯襲擊，而柏崎市和金澤市則記錄到40公分（16吋）的海嘯。此外，佐渡岛也受到了海嘯的襲擊。在富山市，報告了0.5米（1英尺8英寸）的波浪。據報導，預計有高達5公尺（16英尺）的海嘯將襲擊海岸線。
NHK主播中山果奈及山內泉以強烈口氣逼促在地居民立刻撤離沿海地區，受到網路上一片好評。
地震发生后，韓國氣象廳亦针对此次地震对江原特別自治道和庆尚南道的海岸发出海啸警报。江原道东海市在当日18时06分观测到高约67厘米的海啸，而束草市和三陟市亦分别观测到高约41厘米和30厘米的海啸。
氣象廳已於1月2日上午10時解除全部海啸注意警报，並表示未來幾天海面還會有若干變動。

### 山川变动

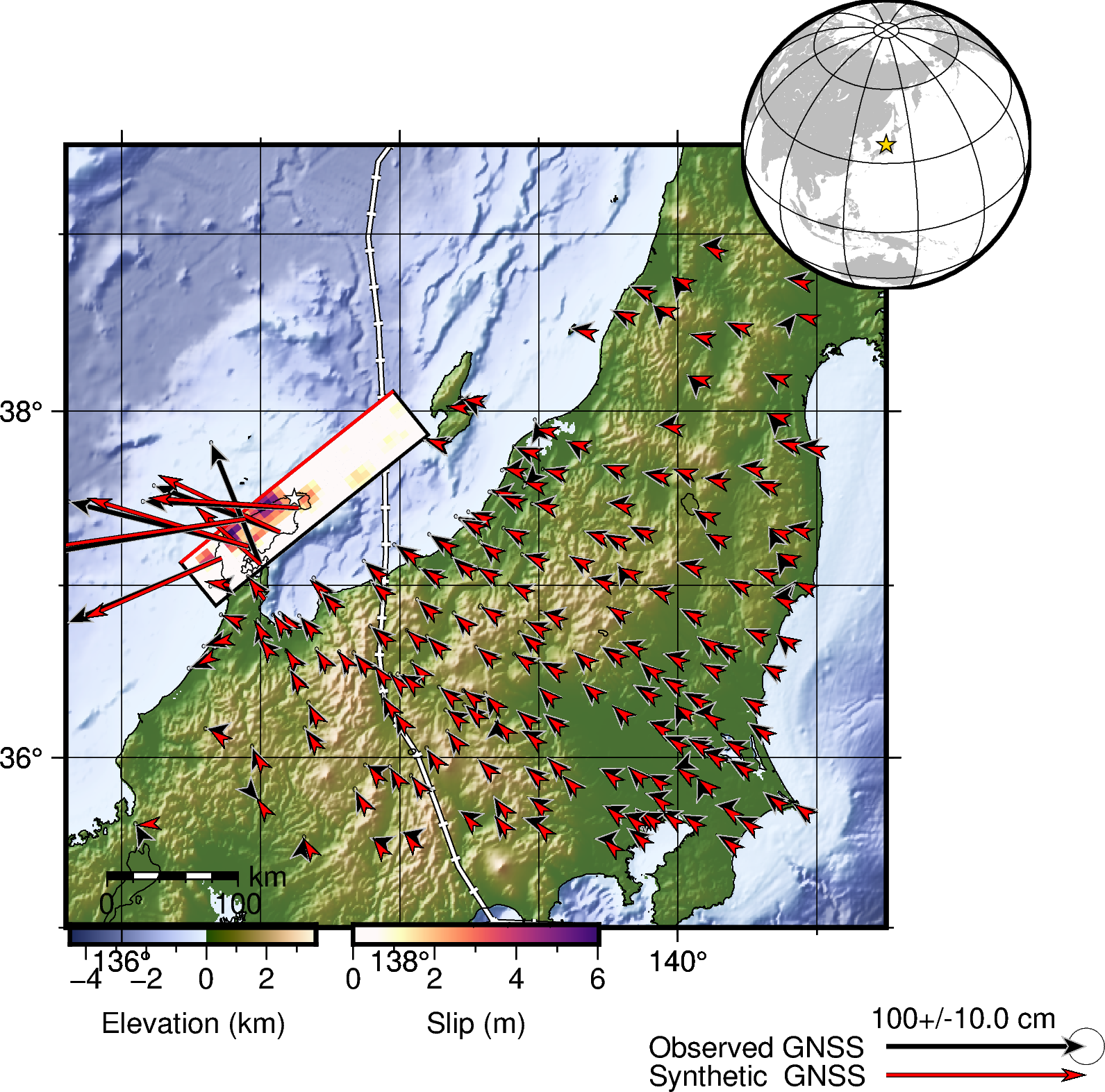
USGS 生成的断层位移地表投影

根据美国地质调查局发布的关于此次地震的断层模型，断层破裂的大小为160km{\displaystyle \times }20km，沿东北-西南走向从佐渡岛延伸至能登半岛西南部。
并且此次地震的位移主要集中在半岛下方，而能登半岛和佐渡岛之间的海域几乎没有滑动。最大的位移发生在石川县轮岛市本市，位移了约6.030米；其次是紧靠震中西南方向的地区，位移了约5.992米。地震的整个破裂过程大约为50秒，地震矩释放的最大时刻发生在震动开始后25秒左右。
日本国土交通省下属国土地理院研究人员分析卫星观测数据，发现从珠洲市经轮岛市至志贺町的沿岸海底隆起露出水面，总长度大约85公里。其中，轮岛市皆月湾一带海底隆起大约4米，海岸线向海中推进大约200米；门前町与黑岛町的海岸线向海中扩大了240米，陆地表面积增大了约4.4平方公里。由此，该地的验潮站无法使用。
同时，他们也发现，在石川县轮岛市地壳向西变动了最大达1.3米，穴水町向西移动了约1米，珠洲市向西移动了约0.8米，七尾市向西北移动了约0.6米（以上皆为暂定值）。

### 海嘯觀測結果[35]
| 警報・注意報            | 海嘯警報地點         | 預測高度  | 觀測站         | 觀測時間       | 海嘯高度（最大） |
| ----------------------- | -------------------- | --------- | -------------- | -------------- | ---------------- |
| 大海嘯警報              | 石川縣能登           | 5 m       | 七尾港         | 1日18時59分    | 54 cm            |
| 海嘯警報                | 山形縣               | 3 m       | 飛島           | 1日17時52分    | 35 cm（35.5 cm） |
| 海嘯警報                | 山形縣               | 3 m       | 酒田           | 1日19時8分     | 0.8 m            |
| 海嘯警報                | 新潟縣上中下越       | 3 m       | 新潟           | 1日17時9分     | 31 cm            |
| 海嘯警報                | 新潟縣上中下越       | 3 m       | 柏崎市鯨波     | 1日16時36分    | 37 cm（40.2 cm） |
| 海嘯警報                | 新潟縣上中下越       | 3 m       | 粟島           | 1日19時07分    | 32 cm            |
| 海嘯警報                | 佐渡                 | 3 m       | 佐渡市鷲崎     | 1日21時15分    | 33 cm（32 cm）   |
| 海嘯警報                | 富山縣               | 3 m       | 富山           | 1日16時35分    | 79 cm（79.4 cm） |
| 海嘯警報                | 石川縣加賀           | 3 m       | 金澤           | 1日19時9分     | 80 cm            |
| 海嘯警報                | 福井縣               | 3 m       | 敦賀港         | 1日20時28分    | 57 cm            |
| 海嘯警報                | 福井縣               | 3 m       | 三國           | 1日19時27分    | （31.5 cm）      |
| 海嘯警報                | 兵庫縣北部           | 3 m       | 豊岡市津居山   | 1日19時20分    | 35 cm            |
| 海嘯注意警報            | 北海道日本海沿岸北部 | 1 m       | 留萌           | 2日7時19分     | 0.3 m            |
| 海嘯注意警報            | 北海道日本海沿岸北部 | 1 m       | 石狩灣新港     | 2日1時35分     | 0.3 m            |
| 海嘯注意警報            | 北海道日本海沿岸北部 | 1 m       | 利尻島沓形港   | 1日23時45分    | 0.3 m            |
| 海嘯注意警報            | 北海道日本海沿岸北部 | 1 m       | 小樽市忍路     | 2日8時36分     | 0.2 m            |
| 海嘯注意警報            | 北海道日本海沿岸南部 | 1 m       | 江差           | 1日19時45分    | 0.3 m            |
| 海嘯注意警報            | 北海道日本海沿岸南部 | 1 m       | 瀬棚港         | 1日18時26分    | 0.6 m            |
| 海嘯注意警報            | 北海道日本海沿岸南部 | 1 m       | 岩内港         | 2日0時26分     | 0.5 m            |
| 海嘯注意警報            | 北海道日本海沿岸南部 | 1 m       | 奥尻島奥尻港   | 1日18時7分     | 0.5 m            |
| 海嘯注意警報            | 北海道日本海沿岸南部 | 1 m       | 奥尻島松江     | 1日18時1分     | 微弱             |
| 海嘯注意警報            | 北海道太平洋沿岸西部 | 1 m       | 無觀測值       | 無觀測值       | 無觀測值         |
| 海嘯注意警報            | 青森縣日本海沿岸     | 1 m       | 深浦           | 1日18時4分     | 0.3 m            |
| 海嘯注意警報            | 秋田縣               | 1 m       | 秋田           | 1日23時36分    | 0.3 m            |
| 海嘯注意警報            | 京都府               | 1 m       | 舞鶴           | 2日0時43分     | 0.4 m            |
| 海嘯注意警報            | 鳥取縣               | 1 m       | 岩美町田後     | 1日19時18分    | 0.2 m            |
| 海嘯注意警報            | 鳥取縣               | 1 m       | 境港市境       | 1日22時30分    | 0.6 m            |
| 海嘯注意警報            | 島根縣出雲・石見     | 1 m       | 浜田           | 1日21時46分    | 0.3 m            |
| 海嘯注意警報            | 隠岐                 | 1 m       | 隠岐西郷       | 1日17時50分    | 0.3 m            |
| 海嘯注意警報            | 山口縣日本海沿岸     | 1 m       | 無觀測值       | 無觀測值       | 無觀測值         |
| 海嘯注意警報            | 福岡縣日本海沿岸     | 1 m       | 無觀測值       | 無觀測值       | 無觀測值         |
| 海嘯注意警報            | 佐賀縣北部           | 1 m       | 唐津港         | 2日6時55分     | 0.1 m            |
| 海嘯注意警報            | 佐賀縣北部           | 1 m       | 玄海町坂屋     | 2日6時23分     | 0.3 m            |
| 海嘯注意警報            | 壹岐・對馬           | 1 m       | 對馬比田勝     | 2日0時1分      | 0.3 m            |
| 海嘯注意警報            | 壹岐・對馬           | 1 m       | 壹岐島郷浦港   | 2日6時15分     | 0.2 m            |
| 海嘯預報 (若干海面變動) | 鄂霍次克海沿岸       | 未滿 20cm | 枝幸港         | 2日0時20分     | 11 cm            |
| 海嘯預報 (若干海面變動) | 鄂霍次克海沿岸       | 未滿 20cm | 紋別港         | 2日3時45分     | 11 cm            |
| 海嘯預報 (若干海面變動) | 北海道太平洋沿岸中部 | 未滿 20cm | 沒有觀測到海嘯 | 沒有觀測到海嘯 | 沒有觀測到海嘯   |
| 海嘯預報 (若干海面變動) | 陸奥灣               | 未滿 20cm | 青森           | 1日22時44分    | 10 cm            |
| 海嘯預報 (若干海面變動) | 青森縣太平洋沿岸     | 未滿 20cm | 沒有觀測到海嘯 | 沒有觀測到海嘯 | 沒有觀測到海嘯   |
| 海嘯預報 (若干海面變動) | 長崎縣西方           | 未滿 20cm | 平戶市田平港   | 2日1時05分     | 7 cm             |

海嘯過後東京大學地震研究所石山達也副教授與其他大學幾位研究人員2日前往能登半島北部勘查，勘查結果發現在志賀町赤崎漁港，港口設施受到海嘯破壞，發現海嘯已從倉庫牆壁上留下的波浪痕跡達到約4.2米的高度，因此研判當時海嘯有達到4.2m高度。
東北大學今村文彥教授表示地震發生大約1分鐘後石川縣珠洲市第一波海嘯就已經抵達，他分析是因為斷層位置離陸地較近，因此海嘯速度非常快，到達時間也比較早。
另外今村文彥教授研判氣象廳的觀測海嘯高度約1公尺左右，但實際上海嘯可能高度有4~5公尺。

## 災情
| 受災統計（總務省消防廳、2024年2月26日14時）76報 | 受災統計（總務省消防廳、2024年2月26日14時）76報 | 受災統計（總務省消防廳、2024年2月26日14時）76報 | 受災統計（總務省消防廳、2024年2月26日14時）76報 | 受災統計（總務省消防廳、2024年2月26日14時）76報 | 受災統計（總務省消防廳、2024年2月26日14時）76報 | 受災統計（總務省消防廳、2024年2月26日14時）76報 | 受災統計（總務省消防廳、2024年2月26日14時）76報 | 受災統計（總務省消防廳、2024年2月26日14時）76報 |
| 都道府縣 | 受災人數（人）                                  | 受災人數（人）                                  | 受災人數（人）                                  | 住宅受災（棟）                                  | 住宅受災（棟）                                  | 住宅受災（棟）                                  | 住宅受災（棟）                                  | 住宅受災（棟）                                  |
| 都道府縣 | 死亡 (災害間接死亡) ※1                          | 重傷                                            | 輕傷                                            | 全倒                                            | 半倒                                            | 部分損傷                                        | 水淹地板上                                      | 水淹地板下                                      |
| --- | ----------------------------------------------- | ----------------------------------------------- | ----------------------------------------------- | ----------------------------------------------- | ----------------------------------------------- | ----------------------------------------------- | ----------------------------------------------- | ----------------------------------------------- |
| 新潟縣 |                                                 | 5                                               | 44                                              | 101                                             | 2,615                                           | 15,744                                          |                                                 | 14                                              |
| 富山縣 |                                                 | 3                                               | 44                                              | 166                                             | 510                                             | 10,362                                          |                                                 |                                                 |
| 石川縣 | 241 （15）                                      | 312                                             | 874                                             | 9,101                                           | 10,177                                          | 29,102                                          | 6                                               | 5                                               |
| 石川縣 | 241 （15）                                      | 312                                             | 874                                             | 總計含未分類:69,899棟                           |                                                 |                                                 | 6                                               | 5                                               |
| 福井縣 |                                                 |                                                 | 6                                               |                                                 | 11                                              | 314                                             |                                                 |                                                 |
| 長野縣 |                                                 |                                                 |                                                 |                                                 |                                                 | 16                                              |                                                 |                                                 |
| 岐阜縣 |                                                 |                                                 | 1                                               |                                                 |                                                 |                                                 |                                                 |                                                 |
| 愛知縣 |                                                 |                                                 | 1                                               |                                                 |                                                 |                                                 |                                                 |                                                 |
| 大阪府 |                                                 |                                                 | 5                                               |                                                 |                                                 |                                                 |                                                 |                                                 |
| 兵庫縣 |                                                 |                                                 | 2                                               |                                                 |                                                 |                                                 |                                                 |                                                 |
| 合計 | 241 （15）                                      | 320                                             | 977                                             | 9,368                                           | 13,313                                          | 55,538                                          | 6                                               | 19                                              |
| 合計 | 241 （15）                                      | 320                                             | 977                                             | 總計含未分類: 96,800棟                          |                                                 |                                                 | 6                                               | 19                                              |
| ※1係被判定為因震災間接死亡，間接死亡不是指地震導致建築物倒塌「直接死亡」，而是人們因慢性病惡化、疲勞和避難生活造成的精神壓力等間接原因而死亡的情況 |                                                 |                                                 |                                                 |                                                 |                                                 |                                                 |                                                 |                                                 |

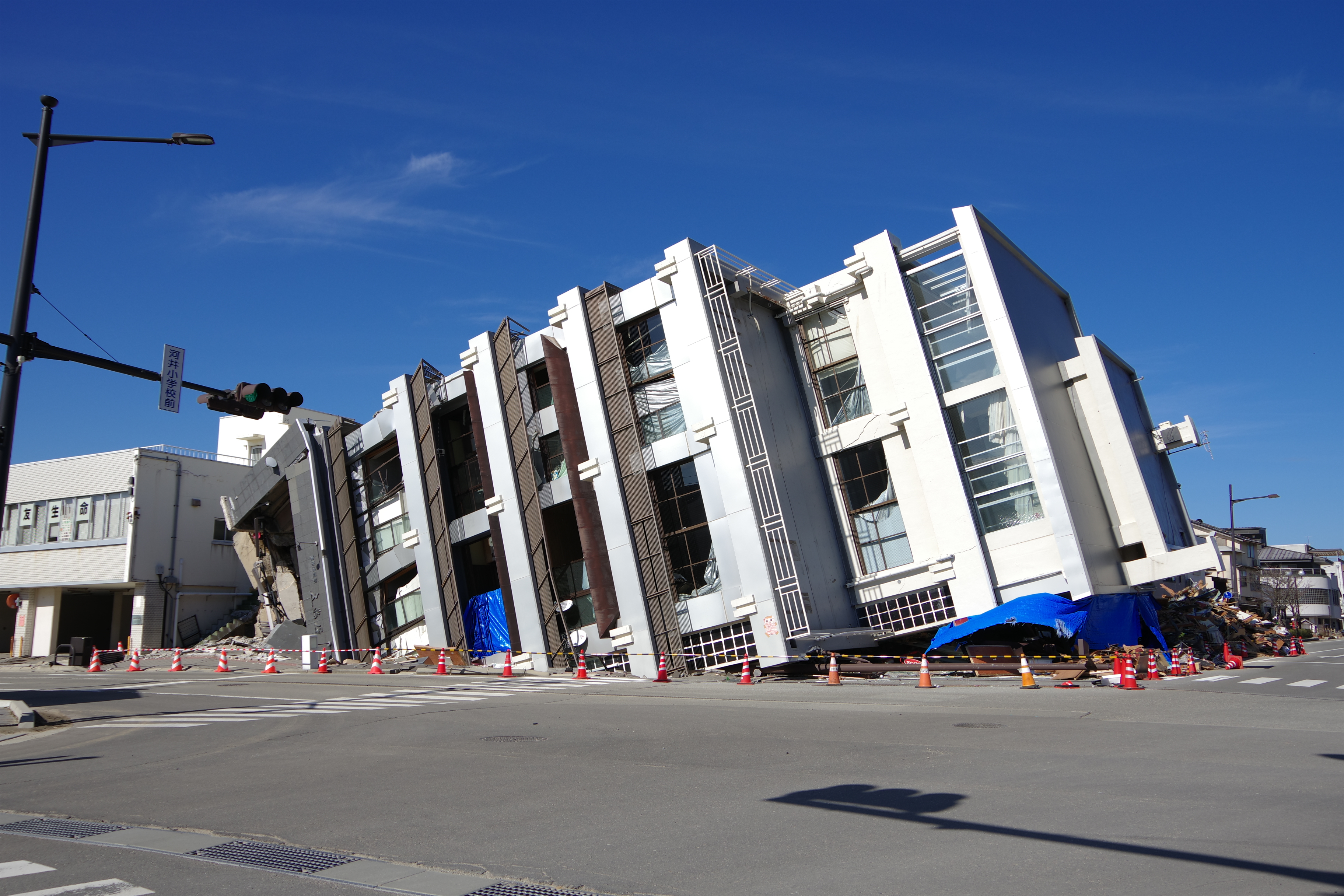
地震導致建築物倒塌

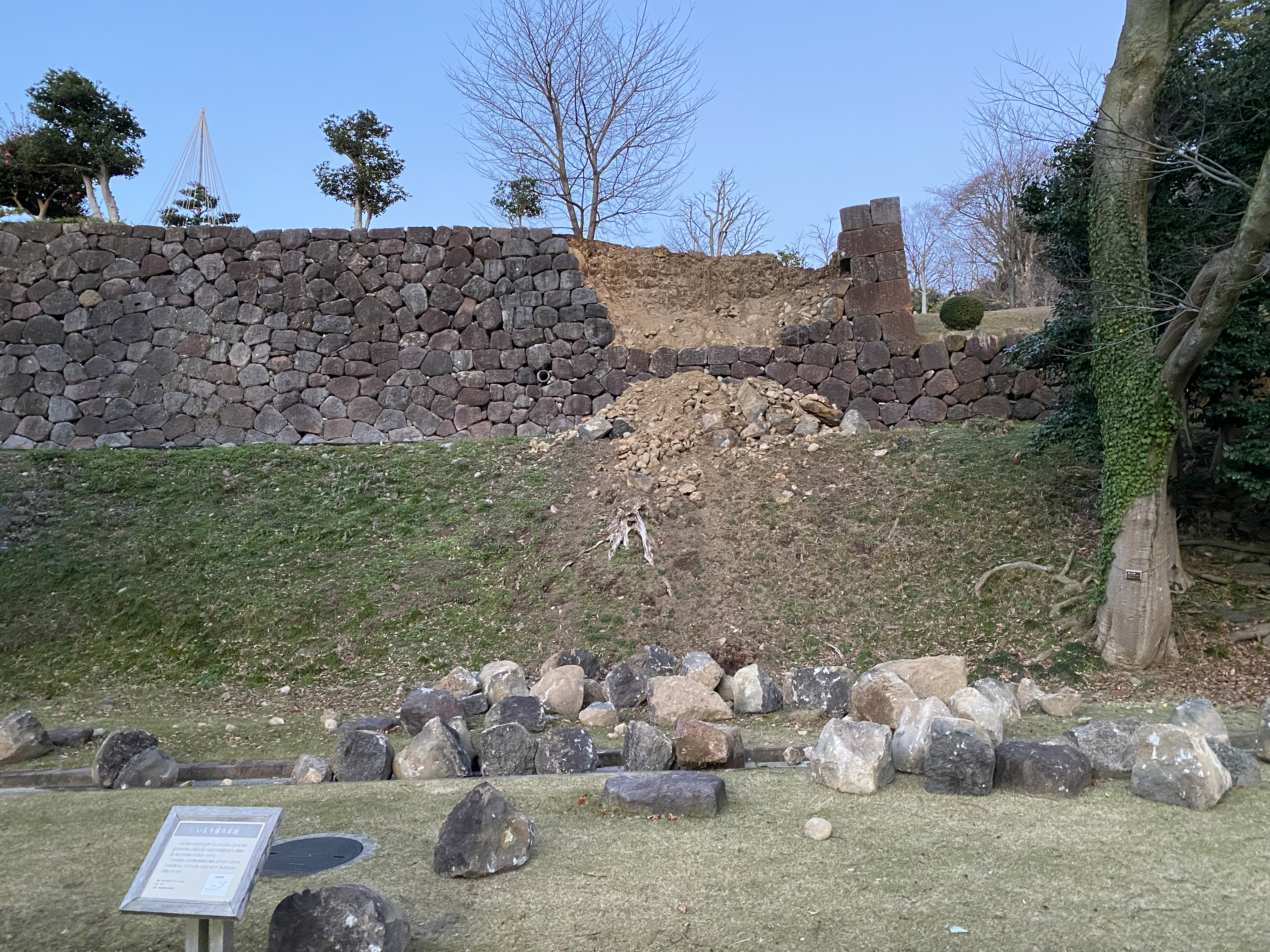
地震導致金澤城西部的石垣受損。

地震造成石川縣多棟建築物倒塌。在地震後，至少有36,000戶家庭斷電。據報導，富山縣的冰見市和小矢部市出現了道路破裂和水管破裂的情況。在新潟縣的糸魚川市和佐渡市各有一人受傷，在岐阜縣的大垣市亦有一人受傷。災區道路和停车场等处地面开裂，许多住宅和店铺倒塌，渔港内渔船倾覆。羽咋郡出現山体滑坡。志贺核电站变压器在地震后起火。志贺核电站排水沟出口附近海面有少量油漏出。
石川縣輪島市消防本部表示收到數起因房屋倒塌民眾求助通報，並有多起待救援通報。該城市中心的河井町商業街輪島朝市隨後發生大規模火災，並導致永井豪紀念館完全燒毀，火災原因推測為天然氣管線破裂引發。此外石川縣的金澤市、七尾市、富山縣的高岡市和新潟縣的上越市均因地震引發不同規模火災。据輪島市消防署的消息，輪島市河井町本町的大火因市内多處道路龜裂影響難以進行滅火，至1日23時僅有四部消防車參與滅火，市内另有7層高的建築物倒塌。据北陆电力，截至2024年1月7日石川县内仍有大约2万户仍然停电。此外轮岛市、珠洲市等5个市町的手机基站中有544个基站在7日也尚未修复。
警視廳表示七尾市內有2人因地震關係心肺停止，志賀町另有一人被確認在地震中喪生。
1月6日，石川縣宣布進入緊急狀態。
截至31日，該縣已確認238人死亡（15人災害間接死亡）。其中輪島市101人（3人災害間接死亡）、珠洲市101人（6人災害間接死亡）、穴水町20人、七尾市5人、能登町8人（6人災害間接死亡）、志賀町2人、羽咋市1人，共有1179人受傷，另外19人失蹤。

### 交通

#### 鐵路

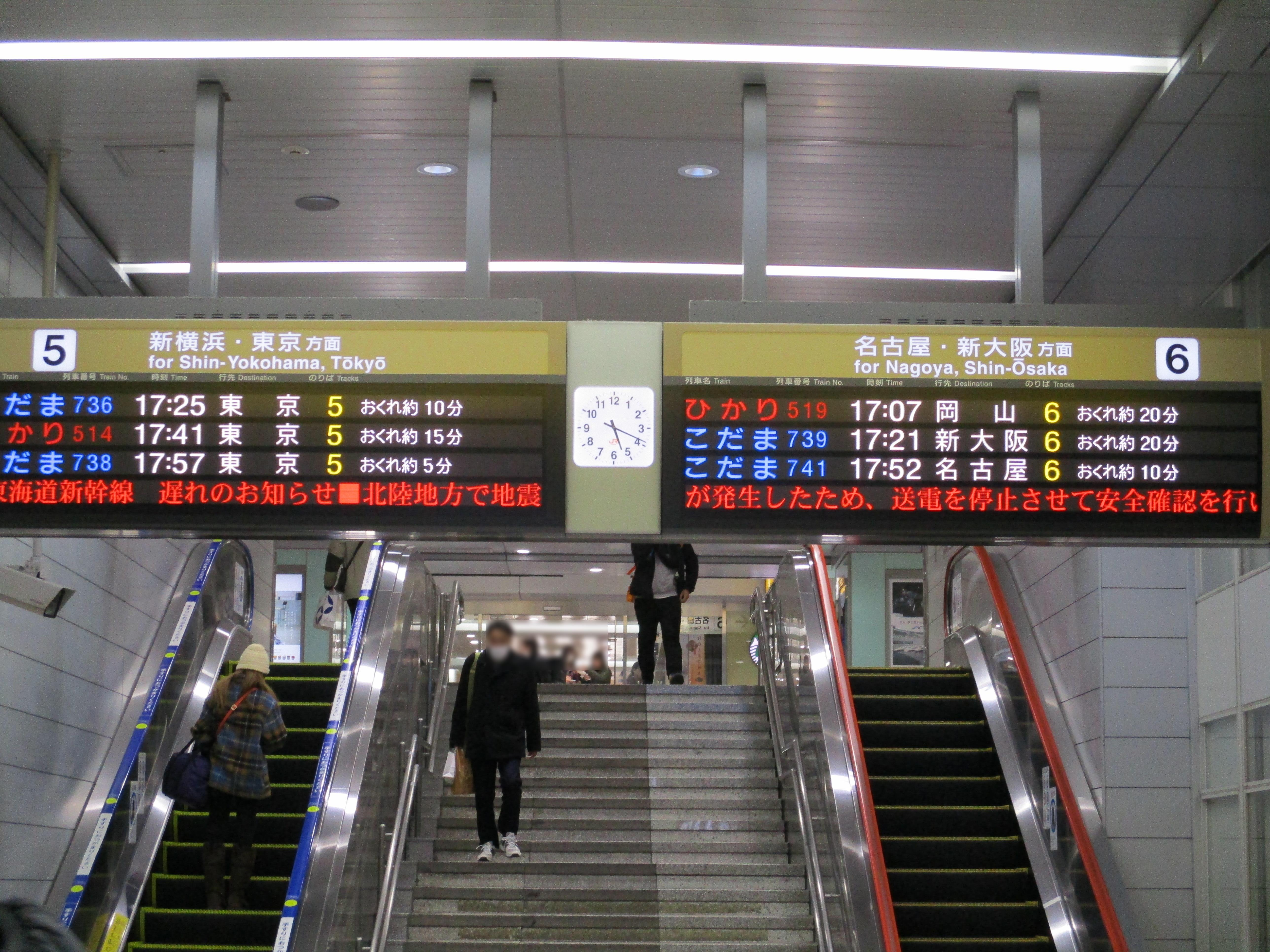
由於地震，東海道新幹線全線暫停及延遲運行。攝於靜岡站。

受地震影响，JR东日本管區内多条新幹線部分或全部中断运营。北陸新幹線和上越新幹線在地震发生后全线暂停运行，直至当晚19时10分，部分区段恢复有限度班次，但北陸新幹線的长野至金泽区间和上越新幹線的越后汤泽至新潟将至少停运至1月2日。地震发生同时，東北新幹線、北海道新幹線、山形新幹線、秋田新干线也一度停止运行，但其运行已于當日稍後恢复。此外東海道新幹線和山陽新幹線的部分区段也一度停运，并导致了至少122个班次列车延误，10万人受影响。北陸新幹線富山站—金澤站間有4班列車無法移動，翌日黎明時恢復移動後作為列車酒店開放。另外，地震發生後翌日（1月2日），上越新幹線越後湯澤站—新潟站間的下行線於13時47分頃恢復運行，同路段的上行線於14時38分頃恢復運行，北陸新幹線富山站—長野站間上下線於15時20分頃恢復運行。
JR東日本在來線方面，羽越本線、信越本線、上越線、篠之井線、中央本線、白新線、磐越西線、飯山線、越後線、小海線、只見線、彌彥線、米坂線、JR西日本在來線的城端線、北陸本線、高山本線、七尾線、小濱線、越美北線（九頭龍線）、大糸線、冰見線均一度停運或延誤。特急雷鳥號、白鷺號、恐龍星號至2日上午中停運。JR東海高山線杉原站—豬谷站間一度停運另外，特急飛驒號的一部分列車高山站—富山站間停運。其中，越後線內野站—新潟大學前站間軌道道床下陷。另外至同年1月5日關屋站—越後赤塚站間暫停營運，但不設代行輸送。其他的路段預定1月3日恢復運行。
北陸鐵道方面，1日晚上以後的鐵道線、巴士路線、高速巴士運行停運，翌2日全部班次停運。富山地方鐵道方面，鐵道線至2日為止全線全日停運，包括富山港線及環狀線的市內電車在2日上午10時檢查完成前暫停營運
。黑部峡谷铁道方面，虽因尚未到4月的开行日而未立刻受影响，但是因本线跨越峡谷的桥梁被落石损伤而无法全线运行、只能约半程折返，预计2026年秋季才能恢复全线运行。
第三部門鐵道方面，能登鐵道、IR石川鐵道、愛之風富山鐵道、越後心跳鐵道、北越急行各自全線暫時停運或延誤。

#### 道路
地震发生以后，北陆地方多条高速公路和一般道路受影响部分或完全中断。连结石川县轮岛市和富山县小矢部市的能越自動車道全线中断。此外，北陸自動車道、日本海東北自動車道、東海北陸自動車道位于北陆地方的路段均停止运营。此外，關越自動車道和磐越自動車道位于新潟县内的路段也因地震暂时封闭。一般道路中，穿越能登半岛的能登里山海道出现多处地陷，致使其从內灘町至轮岛市的，长约90公里的路段被完全中断。國道249號的七尾市路段亦出现地陷，七尾市内的部分县道出现了可达70厘米的高度差。

#### 航空
航空方面，距离震中最近的能登機場，以及县内的小松飛行場、新潟县的新潟機場和山形县的庄內機場都有多个航班被取消，能登机场的跑道受地震影响出现了3厘米的高度差，机场也因此关闭。截止当日21时，在上述机场出发或到达的航班中共有25班被取消。

#### 船舶
海路方面，佐渡汽船受發佈海嘯警報和注意警報的影響，直至2日上午中新潟港—兩津港班次仍然停航。粟島汽船也於2日暫時停航岩船港—粟島漁港班次。

## 救灾活动
2024年1月1日下午4時11分，日本政府在內閣總理大臣官邸危機管理中心設立首相官邸應對室。 
下午4時15分，日本內閣總理大臣岸田文雄做出以下指示：
- 及時、準確提供海嘯和避難訊息，確保居民安全避難和採取防災措施。
- 盡快評估受災狀況。
- 與地方當局合作，優先考慮人命安全，政府需全力實施緊急救災，包括必要救生和救援。

2024年1月2日晚间，一架注册编号为JA722A，隶属日本海上保安廳羽田航空基地的德哈維蘭加拿大DHC-8型飞机，在准备起飞前往新潟航空基地执行地震救灾任务时，和正在降落的日本航空516号班机，一架隶属于日本航空、从北海道新千岁机场飞往东京羽田机场的空中客车A350客机在跑道上相撞，造成海上保安厅机上6人中5人死亡，而日本航空客机上379人14人受傷1人重傷。
1月4日，日本决定与駐日美軍协调合作，自卫队将与駐日美軍制定合作安排和开始日期，以运送救援物资和灾民，同时据日本經濟新聞报道，目前日本对国际援助的方针是仅接受美国援助。9日，日本内阁会议决定从本年度储备财政预算中支出47.4亿日元，用于向灾区提供物质援助。
1月14日，日本首相岸田文雄來到灾区石川县視察。他還乘坐自卫队直升机视察轮岛市和珠洲市的情况。他在金泽市的縣廳與石川县知事馳浩等人讨论应对措施。

## 海嘯警報
地震發生後，日本從北海道到長崎縣的東北海岸立即收到海嘯警報，之后更向石川县能登地区发出大海啸警报。日本氣象廳預計海嘯波高可達5公尺（16英尺），這也是自2011年日本東北地方太平洋近海地震以來首次發布大海嘯警報。石川縣、新潟縣、富山縣和山形縣都發布了疏散命令。太平洋海嘯預警中心表示，在震央300公里（190英里）範圍內可能會出現危險的海嘯。
據韓國氣象廳稱，韓國江原特別自治道東部海岸的海平面可能會上升。
朝鲜民主主义人民共和国官方向咸镜北道发出海啸特级警报，向咸镜南道、江原道和羅先市发出海啸中级警报。
俄罗斯有关部门向远东地区的萨哈林岛（即库页岛）发出海啸警报。
中華民國交通部中央氣象署表示，經初步推算，該地震所引發的海嘯，將不會影響臺灣。
中华人民共和国自然资源部表示此次地震不会对中国大陆沿海地区造成影响。

## 受灾核电站
關西電力、東京電力公司和北陸電力在震后表示，正在檢查其核電廠是否有異常情況。随后北陸電力表示沒有報告異常情況，志賀核能發電廠的反應爐已關閉以進行檢查。原子能管制委員會則確認日本海沿岸的發電廠並未出現異常狀況。
在石川县的志贺核电站，2号反应堆的电力变压器附近发生爆炸，而1号反应堆的变压器由于漏油而无法运行。
另外，在记者招待会上，关于1号机和2号机的废燃料池中含有放射性物质的水溢出地面一事，宣布溢出量为1号机95升，2号机326升。都停留在建筑物内，对外部没有影响。此外，虽然对海啸水位的变化进行了监测，但没有发现明显的变化。

## 地質影響

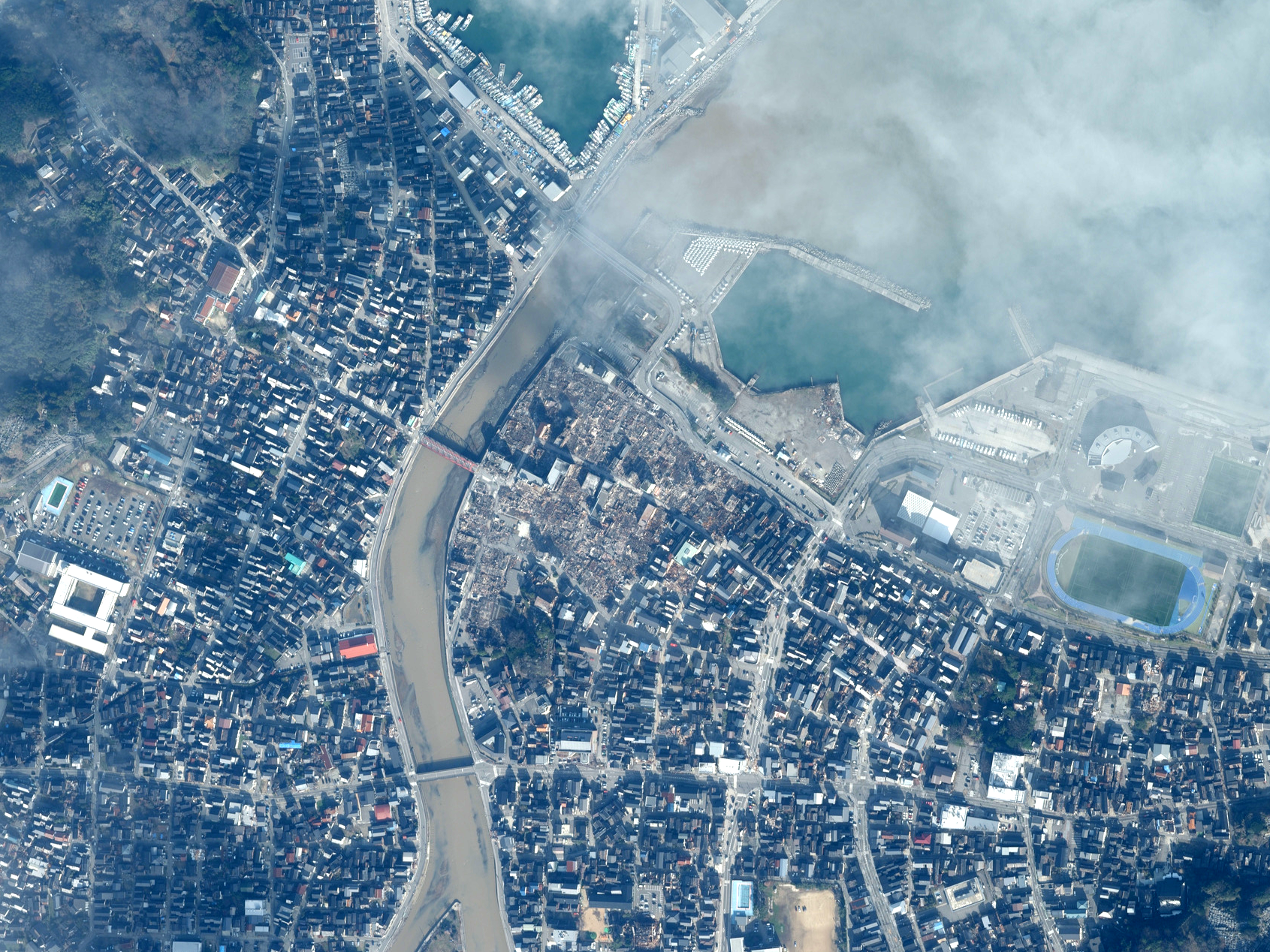
地震後拍攝的輪島市衛星影像，顯示了隨後火災摧毀的地區。

日本地理學會调查队于2024年1月4日发表能登半島海岸地形首次报告，表示受本次地震活动影响，石川県珠洲市川浦町的海岸線往海洋的方向移動约175米。災區沿岸多出240公頃的陸地。东京大学、岡山大學等院校研究人员对受灾地区调查后确认，石川県輪島市的海岸上升了四米多。1月8日，日本地理學會发布第二篇报告，表示受本次地震、海啸等影响，能登半岛北部北岸及北西岸地基显著隆起、泥沙堆积造成约4.4平方公里的陆地扩大，最大扩大处位于北纬37.275658，东经136.731576处的石川縣輪島市門前町黑島町，海岸線往海洋的方向移動约240米，同时，报告表示发现至少两处的海岸发生沉降导致海水淹没海岸礁岩、消波塊，能登半島南部未见显著变动。

## 餘震猜測
有地震考古學者稱，能登半島附近有多處斷層，而其中幾處開始活躍，這可能是2023年石川地震的餘震。

## 假消息
有關地震的假消息在X等社交媒體平台上傳播。錯誤引用2023年11月印度尼西亞水下地震的畫面，2011年東北地震和2016年熊本地震的照片 以及2021年靜岡熱海土石流發生的山體滑坡。 有一位自稱地震受災戶被發現利用假消息於網上尋求捐款。 後續也出現了這次地震是人造地震等不實傳言，甚至引用了北韓先前的核武試驗畫面。

## 國際反應
- 中華民國：總統蔡英文為此慰問表示，期盼日本當地人民平安，儘速回復正常生活。第一時間指示外交部向日本台灣交流協會了解相關災情，並向日方表達願意提供必要協助，也請駐日代表處務必隨時掌握在日僑民與國人狀況，協助確保安全無虞。4日上午外交部召開記者會宣布捐贈6000萬日圓，用於協助日本政府救援以及災後重建。[101]衛福部22日公布賑災專戶捐款數據，統計至19日已湧入13萬4,368筆、約新台幣5億4,158萬9,468元善款。[102]
- 中华人民共和国：1月2日，外交部发言人汪文斌在记者会上表示，日本石川县能登地区发生强震，造成人员伤亡和财产损失，中方对遇难者表示哀悼，向遇难者家属和伤者表示慰问。中国驻日本使馆和驻名古屋总领馆、驻新潟总领事馆已第一时间启动应急机制，发布领事提醒，目前暂无在日中国公民伤亡报告。中国外交部和驻日使领馆将继续密切关注地震灾情，及时向在日中国公民提供必要协助。[103]3日，国务院总理李强致电日本首相岸田文雄，代表中国政府对遇难者表示深切哀悼，向遇难者家属和伤者表示诚挚慰问，并表示中方愿提供必要支援。[104]
- 美国：總統拜登在當地時間1日表示：「我為在可怕的地震中受災的日本人祈禱。美國已準備好為日本人民提供必要的支持。作為緊密的同盟國，我們兩國分享著深厚的友誼，我們在這個困難時期與日本同在。」[105]1月5日，美国政府向在灾区工作的非政府组织和平之风日本援助10万美金[106]。
- 英国：首相苏纳克於1日表示：「我們向所有受災者真誠表示慰問。我們準備支持日本，並密切關注局勢。」[107]
- 加拿大：總理杜魯多於1日在X上寫道：「加拿大將與日本人民站在一起，準備提供援助之手。」[108]
- 法國：總統馬克宏表達了與日本的團結，並表示「請依靠法國的支持」[108]。
- 義大利：總理梅洛尼表示與日本團結一致，並在推特上寫道：「在這個艱難時刻，義大利將與日本人民同在。向內閣總理大臣岸田文雄，向地震遇難者表示哀悼之情。我們願意提供日本所需的各種支持和幫助。」[109]。
- 菲律賓：總統小马科斯宣布支持日本，並發表聲明說：「我對1月1日在日本發生的地震感到深感悲痛。」[110]
- ：總統尹锡悦於2日向岸田發去慰問信，向罹難者和家屬表示哀悼之情，並表示支持克服災難的決心。 此外，他表示將支援災後重建，並希望受災者能盡快恢復正常生活[111]。 然而，韓國外交部發言人在2日的例行新聞發布會上表示，日本氣象廳於1日發布了島根縣竹島（韩国称獨島）的海嘯警報，對此「我們通過外交途徑向日本方面提出了強烈抗議，並要求糾正措施」。[112]
- ：国务委员长金正恩5日向岸田文雄致慰问电，向遇难者家属和受伤人员表示深切的同情和慰问，祈愿灾区人民早日消除地震灾害后果，恢复安定生活。[113]
- 越南：總理范明正就日本地震災害造成的人員傷亡與財產損失向日本首相岸田文雄表示哀悼。外交部長裴青山向日本外务大臣上川陽子致以慰問[114]。
- 摩尔多瓦：總統桑杜於2日18時在推特上表示：「由於襲擊日本西北部的大地震，我深感悲痛。我的心與在石川縣失去親人的家庭，以及所有受災者同在，摩爾多瓦與日本團結一致。向內閣總理大臣岸田文雄表示深切的哀悼。」[115]
- 梵蒂冈：教宗方濟各對地震造成的人員傷亡和財產損失“深感悲慟”，並“與受災者衷心同在與心靈親近，為罹難者、受損者與任何仍處於失蹤狀態的災民祈禱”。[116]
- 國際貨幣基金組織：總裁格奥尔基耶娃於1日在X上表示：「我對日本的思念和祈禱。」她指出：「在這個容易受到衝擊的世界中，它為投資社會復甦所需的韌性提供了寶貴的教訓。」[117]。

## 另見
- 日本地震列表
- 2007年能登半島地震
- 能登群震
  - 2023年石川地震
- 2011年3月11日东日本大地震
- 2024年羽田機場跑道撞機事故：发生于地震次日，赈灾飞机与其他航班发生相撞事故。